# Хьонджон (ван Корьо)
Хьонджон (кор. 현종, 顯宗, Hyeonjong, Hyǒnjong); ім'я при народженні Ван Сун (кор. 왕순, 王詢, Wang Sun, Wang Sun; 1 серпня 992 — 17 червня 1031) — корейський правитель, восьмий володар Корьо.

## Біографія
Був онуком засновника держави, вана Тхеджо. Зійшов на трон у результаті змови під проводом генерала Кан Джо, який повалив вана Мокчона.
1010 року кидані, скориставшись внутрішньою боротьбою за владу, здійснили вторгнення до Корьо. Хьонджон був змушений тимчасово залишити столицю та перевезти двір далеко на південь до міста Наджу. Втім армії Корьо вдалось відбити напад, і кидані відступили.
1019 року, зважаючи на відмову Корьо повертати північні території, кидані вторглись знову. Втім корьоська армія розбила киданське військо. Від того часу кидані більше ніколи не атакували Корьо, й у відносинах між двома державами настав мир.
Помер Хьонджон 1031 року, після чого престол зайняв його старший син Токчон.